# 10380 Berwald
10380 Berwald este un asteroid din centura principală de asteroizi.

## Descriere
10380 Berwald este un asteroid din centura principală de asteroizi. A fost descoperit pe 8 august 1996 la Observatorul La Silla de Eric Walter Elst. El prezintă o orbită caracterizată de o semiaxă mare de 2,84 ua, o excentricitate de 0,05 și o înclinație de 2,9° în raport cu ecliptica.